# 제2차 타파이 전투
제2차 타파이 전투(Tapae, 101년)는 제1차 다키아 전쟁 중에 일어난 결정적 전투로, 로마 황제 트라야누스가 다키아의 왕 데케발루스에게 승리를 거뒀다. 이 전쟁 중에 일어난 차질들이 102년까지 종전을 지연시켰다. 이 전투는 트라야누스 원주의 22면에 묘사된 전투 장면이라 여겨진다.

## 배경
트라야누스는 로마 황제로 즉위하자마자, 다키아 원정을 기획했고, 그 원정이 바로 101년과 102년 사이에 일어난 제1차 다키아 전쟁이었다.
이 원정에 사용된 명분은 로마인들에 대한 데케발루스의 신뢰 부족이었고, 사실 데케발루스는 87/88년의 제1차 타파에 전투 이후에 이른 강화 조약을 지키지 않았다.
다뉴브 전선에 이미 배치된 로마 군단 9개 외에도, 트라야누스는 게미나 제10군단과 클라우디아 제11군단을 데려왔고, 트라이아나 포르티스 제2군단과 울피아 빅트릭스 제30군단 등 군단 두 개를 새로 창설했다.

## 전투
로마군은 비미나키움에서 다뉴브강을 건너, 서서히 다키아로 향했다. 87/88년 때처럼 타파이에서 전투가 벌어졌다. 다키아군은 로마군의 공세에 맞섰지만, 폭풍이 일어치자, 다키아군은 이를 신의 징표라 믿고, 철수하기로 결정한다.

## 여파
겨울이 다가왔기에, 트라야누스는 사르미제게투사 공격을 봄 때까지 기다리기로 결정했다. 데케발루스는 이 상황을 이용하여, 101년에서 102년으로 넘어가는 겨울에 로마의 모이시아 속주을 공격했고, 아담클리시 전투에서 대규모 충돌이 벌어졌다.

## 같이 보기
- 로마 전투 목록
- 트라야누스의 다키아 전쟁
- 다키아의 교전 교리